# Hotel Regis
El hotel Regis fue un hotel localizado en Ciudad de México, derrumbado durante los movimientos telúricos del terremoto de México de 1985.

## Historia

### 1908-1913: construcción
La construcción comenzó en 1908 y finalizó en el año de 1910. En un inicio estuvo planeado para albergar las instalaciones del diario El Imparcial. En ese entonces era un edificio de 5 plantas al que llamaron Berry. En 1911, tras el terremoto de México de 1911, el edificio fue afectado. Se remodeló y se convirtió en edificio de departamentos, pero nunca se ocupó hasta transformarse en el hotel Berry, y tuvo que venderse a su antiguo propietario Rafael Reyes Spíndola, después de la Decena Trágica en 1913.

### 1913-1944: inicios como hotel
Transformado en hotel, se le puso el nombre de «Ritz». No obstante, solamente mantuvo dicho nombre durante un año, ya que, tras la caída de Victoriano Huerta, tuvo que ser vendido a Rodolfo Montes y cambiar de nombre. En 1917, se aumentaron pisos y se añadió un reloj en la azotea, hasta que finalmente el 15 de agosto de 1918, se inauguró formalmente y se le puso el nombre de «hotel Regis».
En 1919, se amplió, construyéndose el Teatro «La Bombonera Regis» (años después, «Cine Regis»), el «Restaurante Don Quijote», y el «Bar Regis». Empeñado en hacer de su hotel el de mejor hospedería de México, Montes planeó su la remodelación. Lo anterior lo llevó al borde de la quiebra, por lo que tuvo que cederle la propiedad a una familia de apellido Hernández, quedando bajo la administración de Mario Castelán Meza, esposo de la hija mayor de la familia Hernández. Debido a múltiples problemas al interior de la familia Hernández, estos decidieron vender el Regis en 1944.

### 1946-1957: remodelaciones y notoriedad
En 1946, se construyó un edificio aledaño que albergaría varios negocios. En 1952, se edificó el ala moderna del edificio, un año después el «Centro Nocturno Capri» se trasladó a los primeros pisos del nuevo edificio. 
Tiempo después, Anacarsis Peralta «Carcho» adquirió el Regis. Este cambió la imagen del lugar, haciendo múltiples remodelaciones en mármol y cambiando el diseño del lobby. Sus cambios hicieron que el hotel obtuviera la denominación de «hotel de lujo». Por esa época, se estableció cabaret «Capri», igual que el «restaurante Paolo», y la «taberna del Greco». Al ampliar la avenida Balderas, se tuvo que demoler una parte del edificio, donde se albergaba la «farmacia Regis». Una vez reconstruida esa sección, parte del Regis aumentó el número de sus habitaciones.

### 1957-1985: cambios de administración  y consagración
El 28 de noviembre de 1957, Anacarsis Peralta falleció en un accidente aéreo. Diez años después, la familia Peralta tomó posesión el hotel. La viuda colocó a su hijo, Sergio Peralta Sandoval, como administrador. En 1970, se retiró debido a motivos personales y le cedió el lugar a su hermana, Yolanda Peralta. Ella estuvo a cargo del sitio, de 1970 a 1985. 
A finales de agosto de 1985, Yolanda Peralta, directora general del hotel, recibió la noticia del ascenso de la cuarta estrella por parte de la Secretaría de Turismo de la Ciudad de México, por lo que decidió planear los festejos junto con el segundo evento del «día del huésped», celebrado en septiembre. El 12 de septiembre, se llevó a cabo la antedicha festividad con una asistencia cercana a las 150 personas, contando a sus empleados.

### 1985: terremoto de México, derrumbe y demolición

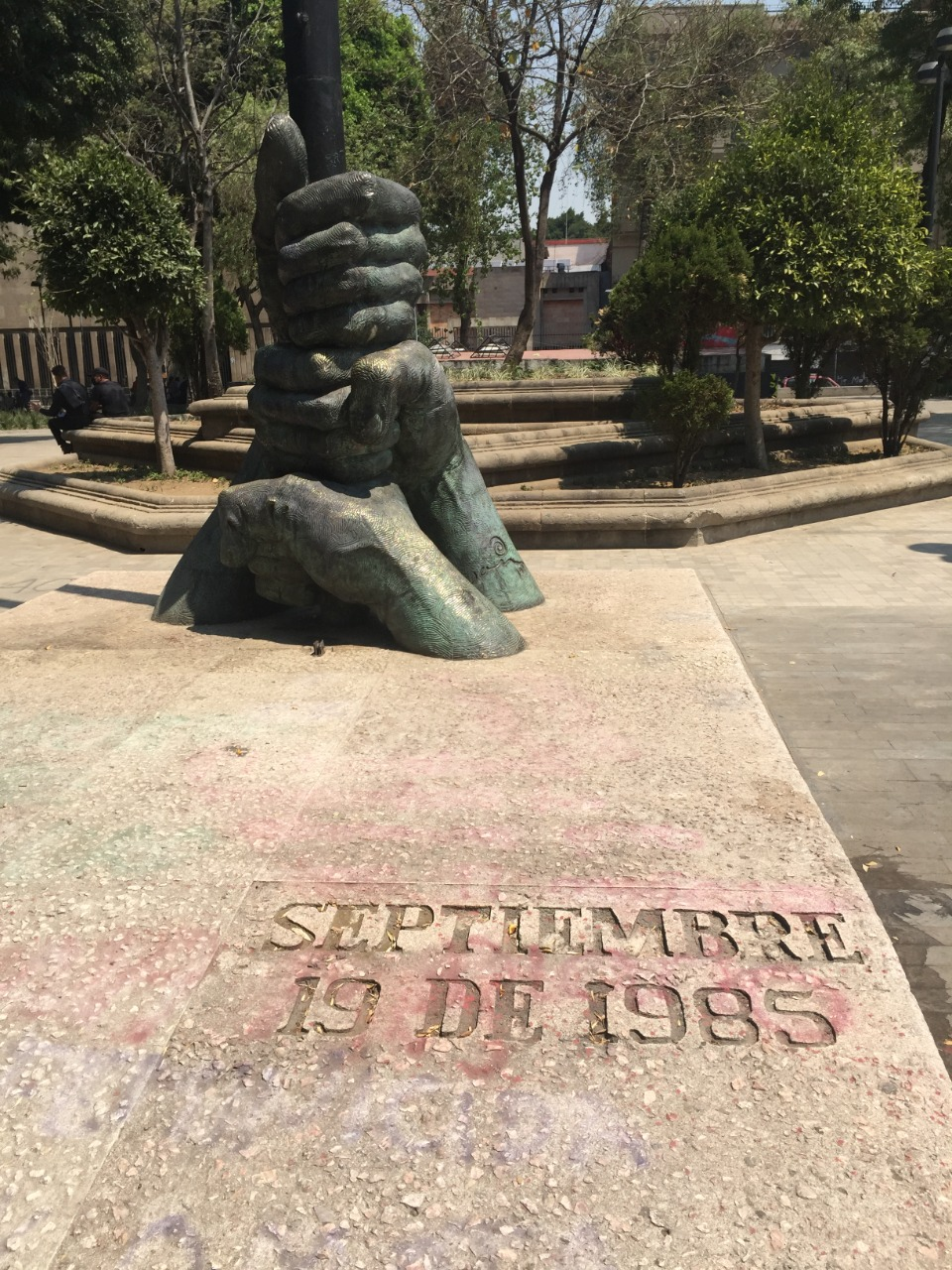
Monumento erigido en el sitio donde el hotel se derrumbó, realizado en memoria a las víctimas. Fotografía de 2022.

Durante el terremoto de México de 1985, el edificio Aztlán, ubicado en la esquina de la Avenida Juárez y Azueta, que estaba abandonado por presentar daños estructurales tras el terremoto de 1979, colapsó durante el movimiento, las toneladas de concreto de dicha estructura azotaron el suelo, lo que aumentó la intensidad del movimiento telúrico. Dicha perturbación alcanzó el terreno del Regis, provocando el hundimiento del ala nueva y con ello aplastando cada piso que se encontraba por arriba de la farmacia y del Capri.
A las 7:50:32 a. m. el gas almacenado debajo de la farmacia explotó dañando muros y provocando que el ala afectada colapsara aún más. Al mediodía se registró otro incendio, esta vez en el edificio de Salinas y Rocha, que se prolongó durante tres días. Los daños por el fuego, las explosiones, el agua y la réplica del sismo del día 20, terminaron por derrumbar la fachada de 4 columnas de la parte antigua del edificio en la madrugada del 21 de septiembre. Se recuperaron 136 cadáveres y hubo varias personas desaparecidas. Entre los fallecidos conocidos se incluyeron el político Rafael Hernández Piedra, y la escritora Margarita Mendoza López.
El 24 de noviembre del mismo año, el edificio conocido como Salinas y Rocha fue demolido con dinamita. Para el 1 de diciembre, el edificio conocido como Peralta Regis, también fue demolido. En el terreno que ocupaba el hotel, se estableció la Plaza de la Solidaridad, donde se instauró un monumento en memoria a las víctimas del terremoto.